# Canton de Blaye
Le canton de Blaye est une ancienne division administrative française située dans le département de la Gironde et la région Aquitaine.
À la suite du redécoupage cantonal de 2014, Blaye est le bureau centralisateur du nouveau canton de l'Estuaire.

## Géographie
Ce canton était organisé autour de Blaye dans l'arrondissement de Blaye. Son altitude varie de 0 m (Blaye) à 91 m (Berson) pour une altitude moyenne de 38 m.

## Composition
Le canton de Blaye regroupait treize communes et comptait 14 687 habitants (population municipale) au 1er janvier 2010.
| Nom                     | Code Insee | Intercommunalité | Superficie (km2) | Population (dernière pop. légale) | Densité (hab./km2) |
| ----------------------- | ---------- | ---------------- | ---------------- | --------------------------------- | ------------------ |
| Berson                  | 33047      | CC de Blaye      | 17,98            | 1 791 (2014)                      | 100                |
| Blaye                   | 33058      | CC de Blaye      | 6,42             | 4 769 (2014)                      | 743                |
| Campugnan               | 33089      | CC de Blaye      | 6,23             | 495 (2014)                        | 79                 |
| Cars                    | 33100      | CC de Blaye      | 11,10            | 1 165 (2014)                      | 105                |
| Cartelègue              | 33101      | CC de l'Estuaire | 11,45            | 1 246 (2014)                      | 109                |
| Fours                   | 33172      | CC de Blaye      | 4,64             | 311 (2014)                        | 67                 |
| Mazion                  | 33280      | CC de l'Estuaire | 3,71             | 509 (2014)                        | 137                |
| Plassac                 | 33325      | CC de Blaye      | 7,12             | 868 (2014)                        | 122                |
| Saint-Androny           | 33370      | CC de l'Estuaire | 11,65            | 549 (2014)                        | 47                 |
| Saint-Genès-de-Blaye    | 33405      | CC de Blaye      | 7,41             | 487 (2014)                        | 66                 |
| Saint-Martin-Lacaussade | 33441      | CC de Blaye      | 3,94             | 1 079 (2014)                      | 274                |
| Saint-Paul              | 33458      | CC de Blaye      | 10,87            | 933 (2014)                        | 86                 |
| Saint-Seurin-de-Cursac  | 33477      | CC de l'Estuaire | 2,36             | 717 (2014)                        | 304                |

## Démographie
| 1962   | 1968   | 1975   | 1982   | 1990   | 1999   | 2006   | 2011   | 2012   |
| ------ | ------ | ------ | ------ | ------ | ------ | ------ | ------ | ------ |
| 12 336 | 12 201 | 11 674 | 13 637 | 13 176 | 13 679 | 14 282 | 14 679 | 14 738 |

## Intercommunalité
Mi-décembre 2009, le canton de Blaye s'est organisé en une communauté de communes qui a pris le nom de communauté de communes du canton de Blaye (CCB). Elle remplace les deux autres intercommunalités qu'étaient le SIVOM du Pays Blayais qui comprenait Berson, Cars, Saint-Martin-Lacaussade et Saint-Paul, les neuf autres étant regroupées dans l'ancienne CCB.
Son président est Denis Baldès, par ailleurs maire de Blaye.

## Administration et Politique

### Conseillers généraux de 1833 à 2015
| Période | Période | Identité                   | Étiquette                                            | Qualité |
| ------- | ------- | -------------------------- | ---------------------------------------------------- | --- |
| 1833    | 1837    | Jean-Baptiste Régnier aîné |                                                      | Juge de paix et propriétaire à Berson                                                                                        |
| 1837    | 1839    | André-Victor Merlet        |                                                      | Maire de Blaye (1832-1835), conseiller d'arrondissement                                                                      |
| 1839    | 1848    | Pierre Octave Brun         |                                                      | Avocat, maire de Blaye (1835-1841)                                                                                           |
| 1848    | 1852    | André-Victor Merlet        |                                                      | Maire de Blaye (1832-1835, 1848-1851)                                                                                        |
| 1852    | 1871    | Pierre Jérôme Brun         |                                                      | Avocat, régisseur de l'octroi de Paris                                                                                       |
| 1871    | 1898    | Jean-Victor Gervais        | Monarchiste puis Indépendant puis Républicain rallié | Courtier en vins Propriétaire à Saint-Christoly-de-Blaye                                                                     |
| 1898    | 1904    | Paul Tardy                 | Républicain                                          | Propriétaire - Maire de Blaye (1888-1904)                                                                                    |
| 1904    | 1910    | Émile Gireau               | Conservateur                                         | Propriétaire à Blaye |
| 1910    | 1940    | Maxime Chasseloup          | RG                                                   | Propriétaire à Blaye et avoué honoraire Maire de Blaye (1904-1945) Nommé conseiller départemental en 1943                    |
|         |         |                            |                                                      | |
| 1945    | 1958    | Marc Pauzet                | Rad.-RGR                                             | Géomètre-expert propriétaire viticulteur Sénateur (1959-1971) Maire de Berson (1935-1977)                                    |
| 1958    | 1976    | Gérard Deliaune            | RS puis UNR puis UDR puis RPR                        | Viticulteur Maire de Saint-Ciers-de-Canesse Député (1951-1955, 1958-1967 et 1968-1978)                                       |
| 1976    | 2001    | Bernard Madrelle           | PS                                                   | Professeur Député (1978-1986, 1988-1993 et 1997-2007) Maire de Saint-Seurin-de-Cursac (1983-1989) Maire de Blaye (1989-2008) |
| 2001    | 2008    | Vincent Liminiana          | PS                                                   | Instituteur retraité Premier adjoint au Maire de Blaye (2001-2008)                                                           |
| 2008    | 2015    | Xavier Loriaud             | MoDem                                                | Vigneron - Adjoint au Maire de Blaye                                                                                         |

Vincent Liminiana (PS) fut élu conseiller général en 2001 au second tour avec 52,13 % face à Xavier Loriaud (DVD) à l'époque, aujourd'hui (MoDem) qui a enregistré 47,87 %. 
Lors des élections cantonales françaises de 2008, Xavier Loriaud (MD-UMP) a battu Vincent Liminiana en obtenant 53,66 % contre 46,34 % pour le conseiller général sortant, défaite due à la déroute de Bernard Madrelle (PS) à Blaye face à la liste "Bienvenue à Blaye" de Denis Baldès (DVG) qui soutenait Xavier Loriaud et à la volonté d'élire un nouveau conseiller général capable de porter la réunification du canton de Blaye au sein d'une nouvelle communauté de communes.

### Conseillers d'arrondissement (de 1833 à 1940)
Le canton de Blaye avait deux conseillers d'arrondissement.
| Période                                  | Période      | Identité                               | Étiquette           | Qualité |
| ---------------------------------------- | ------------ | -------------------------------------- | ------------------- | --- |
| 1833                                     | 1839         | Joseph Patrice Favereau                |                     | Colonel du 50ème Régiment d'infanterie de ligne, propriétaire à Blaye                                       |
| 1833                                     | 1837         | André Victor Merlet                    |                     | Maire de Blaye                                                                                              |
| 1837                                     | 1848         | Norbert Sebilleau                      |                     | Avocat à Blaye                                                                                              |
| 1839                                     | 1845 (décès) | Daniel Théotime Pastoureau (1768-1845) |                     | Président du Tribunal civil de Blaye                                                                        |
| 1845                                     | 1848         | M. Augereau                            |                     | Médecin à Blaye                                                                                             |
|                                          |              |                                        |                     | |
| 1877                                     | 1895         | Victor Lacroix                         | Royaliste           | Avoué, maire de Blaye                                                                                       |
| 1877                                     | 1889         | Georges Flandray                       | Bonapartiste        | Viticulteur à Saint-Martin-Lacaussade                                                                       |
| 1889                                     | 1895         | Maurice Degors                         | Royaliste           | Courtier en vins, maire de Saint-Genès                                                                      |
|                                          | 1898         | Victor Bagniard                        | Républicain         | Propriétaire à Blaye, Président du Conseil d'arrondissement                                                 |
| 1895                                     |              | Albert Tuffreau                        | Républicain puis RG | Maire de Cars                                                                                               |
| 1898                                     | 1907         | Jean Charlot                           | Républicain         | Propriétaire à Gauriac                                                                                      |
| 1907                                     | 1910 (décès) | Edmond Capmartin                       | Républicain         | Pharmacien, adjoint au maire de Blaye                                                                       |
| 1910                                     | 1940         | Alcide Pauzet                          | Républicain puis RG | Maire de Berson                                                                                             |
| 1925                                     | 1940         | Henri Riou                             | Conc.rép.           | Propriétaire à Saint-Genès-de-Blaye                                                                         |
| 1940                                     |              |                                        |                     | Les conseils d'arrondissement ont été suspendus par la loi du 12 octobre 1940 et n'ont jamais été réactivés |
| Les données manquantes sont à compléter. |              |                                        |                     | |